# Theater an der Wien

Theater an der Wien

Theater an der Wien (pol. Teatr nad Wiedenką) – teatr w Wiedniu, położony w dzielnicy Mariahilf, przy historycznej ulicy Wienzeile.
Budynek został ukończony w roku 1801. W teatrze odbywało się wiele premier teatralnych, operowych oraz symfonicznych. Premiery swoich spektakli wystawiali tutaj m.in. Antonio Salieri, Ludwig van Beethoven, Franz Lehár czy Johann Strauss.
Od roku 2006 w budynku Theater an der Wien odbywają się wyłącznie spektakle operowe.